# Sopa patriótica

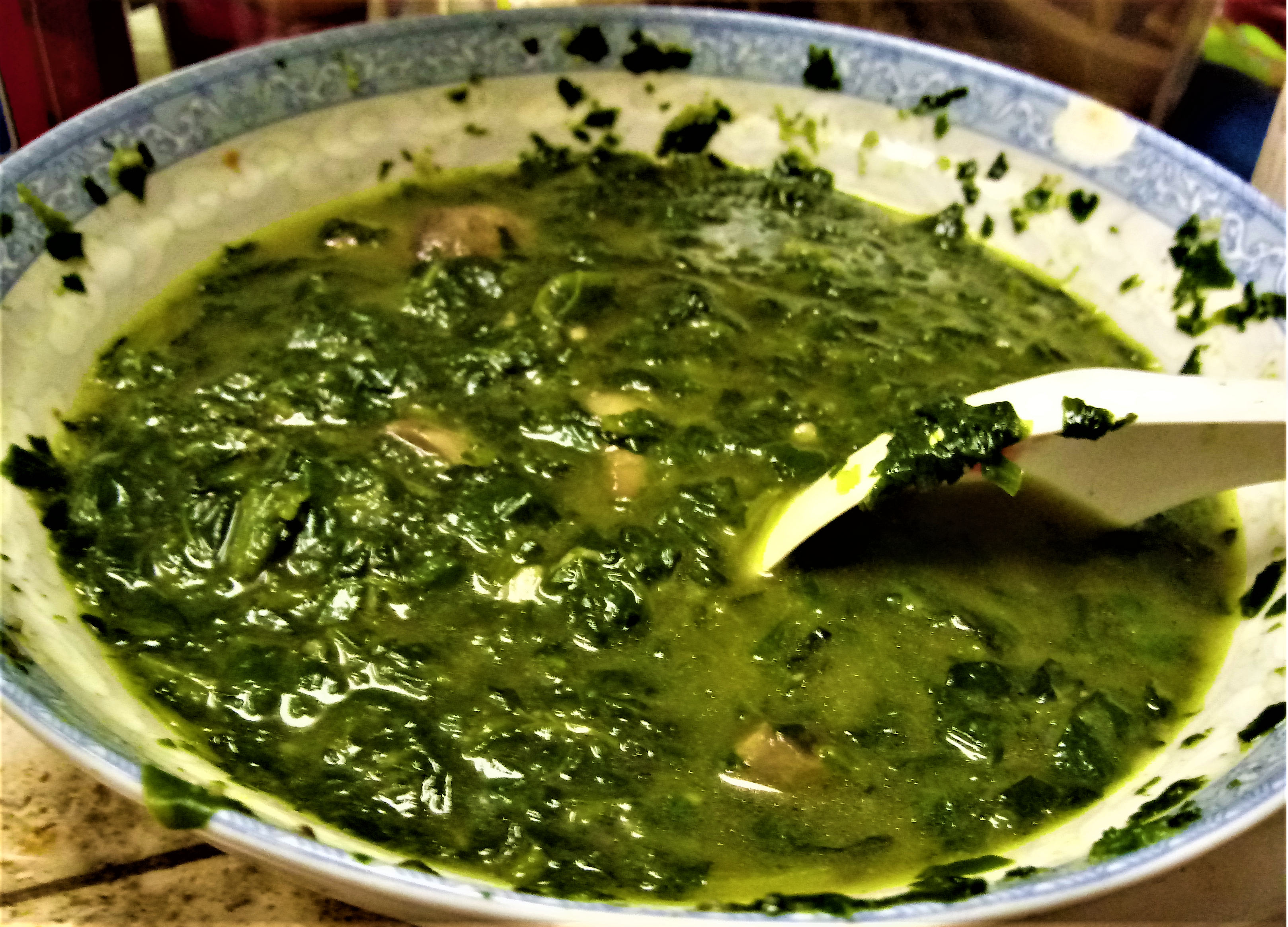
Sopa patriótica de la dinastía Song (China), preparado en Fresno, California (Estados Unidos).

La sopa patriótica (en chino tradicional, 護國菜; en chino simplificado, 护国菜; pinyin, hùguó cài; literalmente, ‘gastronomía nacional’) es una sopa de vegetales originaria del pueblo Teochew. Apareció a finales de la dinastía Song.

## Historia
Según los lugareños de la provincia de Cantón, antes de la Batalla de Yamen, el último emperador Zhao Bing y los restos de la corte Song se hospedaron en un monasterio en Chaozhou. Los monjes del monasterio les sirvieron una sopa vegetariana hecha de verduras, hierbas, setas y caldo vegetal. Al emperador le encantó la sopa y la nombró «gastronomía nacional» (護國菜 hù guó cài). Con el tiempo, acabó siendo más conocida como «sopa patriótica». Después de la muerte de Zhao Bing, preparar la sopa se convirtió en una manera de honrar al último emperador Song.
La sopa forma parte  de la cocina Teochew, y su receta evolucionó con el tiempo. Desde finales de la dinastía Ming, generalmente se le añaden hojas de batata; otras variedades incluyen amaranto, espinaca, Ipomoea aquatica y otras verduras; así como caldos alternativos como de ternera o de pollo. Otros ingredientes son a menudo añadidos, como huevos batidos, tiras de jamón curado, tofu, o fideos finos. La sopa está disponible en los restaurantes de la provincia de Cantón.